# Johannes Severin

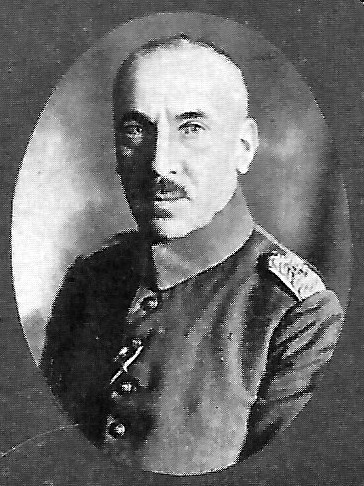
Major Severin um 1918

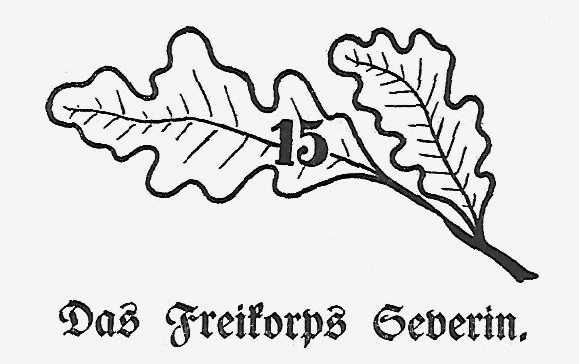
Freikorps Severin

Johannes Heinrich Hermann Arthur Severin (* 10. Dezember 1869 in Breslau; † 25. Oktober 1937 in Berlin) war ein deutscher Generalleutnant.

## Leben

### Familie
Severin war ein Sohn des Breslauer Stadtrats Hermann Severin (1830–1883) und der Johanna, geborene Wustandt (1830–1898). Er war seit 1902 mit Margaretha Kindermann (1883–1979), Tochter des Fabrikbesitzers Paul Kindermann (1853–1933), alleinigen Inhabers der Firma C. F. Kindermann & Co., Fabrik von Beleuchtungskörpern in Berlin, und der Elisabeth, geborene Sturm (1860–1884), vermählt und hatte mit ihr den Sohn Hans-Heinrich (1903–1941), Leutnant der Reserve im Artillerie-Regiment 221 und die Töchter Dorothea (1905–1954), Gewerbeoberlehrerin in Kassel, sowie Elisabeth (1909–2001).
Seine Schwester Clara Severin (1861–1937) heiratete den Richter und Numismatiker Ferdinand Friedensburg (II.), Sohn des Breslauer Oberbürgermeisters Ferdinand Friedensburg I. Daher war Ferdinand Friedensburg III. der Neffe Johannes Severins.

### Laufbahn
Severin absolvierte seine Schulbildung auf dem Gymnasium in Breslau und auf der Klosterschule Roßleben. Er trat am 12. Oktober 1889 in das Schlesische Füsilier-Regiment Nr. 38 der Preußischen Armee ein und avancierte bis Mitte Januar 1891 zum Sekondeleutnant. Von 1894 bis 1896 war er Adjutant des II. Bataillons in Schweidnitz und ab 1897 für zwei Jahre zum Lehr-Infanterie-Bataillon in Potsdam kommandiert. Unter Beförderung zum Oberleutnant kehrte Severin am 16. Juli 1899 in sein Stammregiment zurück. Dort verblieb er bis 30. September 1913. Vormals stieg er dort am 16. Juni 1904 zum Hauptmann und Chef der 6. Kompanie auf. Am 1. Oktober 1913 erfolgte die Beförderung zum Major, verbunden mit der Versetzung zum Füsilier-Regiment „von Steinmetz“ (Westpreußisches) Nr. 37.
Während des Ersten Weltkriegs war Severin ab dem 1. Juli 1917 Kommandeur des Infanterie-Regiments Nr. 455. Vom 21. Juni 1918 über das Kriegsende hinaus bis März 1919 war Severin Kommandeur des Infanterie-Regiments „Prinz Friedrich der Niederlande“ (2. Westfälisches) Nr. 15. Für sein Verhalten als Regimentskommandeur in der Abwehrschlacht bei Barricourt in der Abwehrschlacht gegen die Amerikaner wurde der Major, wie unter anderem dessen Regimentsgeschichte entnehmen ist, am 22. Oktober 1918 für die Verleihung des Pour le Mérite vorgeschlagen, erhielt den Orden jedoch nicht.

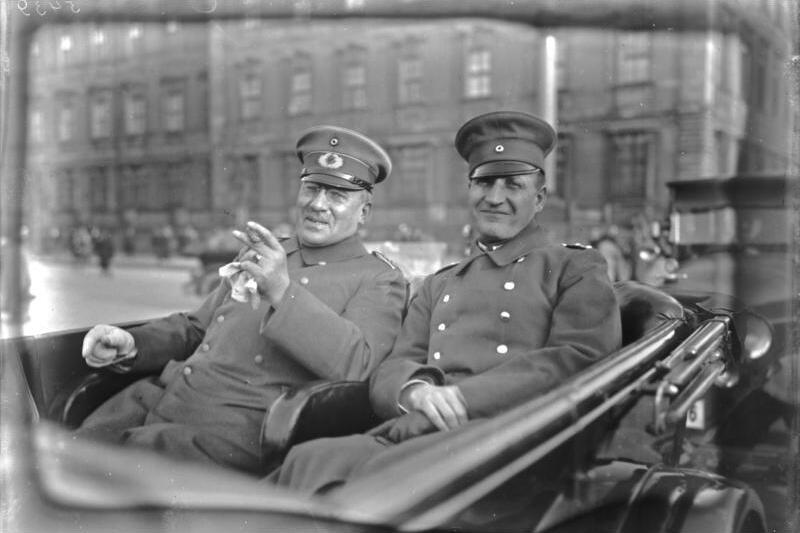
Johannes Severin (links) in Berlin, Februar 1928

Nach Kriegsende und Rückführung in die Heimat bildete sich daraus das Freikorps „Severin“, als dessen Kommandeur er fungierte. Severin wurde dann in die Reichswehr übernommen, mit Patent vom 1. März 1921 zum Oberst befördert und war als solcher vom 15. Juni 1921 bis 31. März 1925 Kommandeur des 16. Infanterie-Regiments. Er avancierte am 1. Februar 1926 zum Generalmajor und war vom 1. März 1925 bis 1. März 1928 Stadtkommandant von Berlin. Im April 1928 wurde Severin mit dem Charakter als Generalleutnant aus dem aktiven Dienst verabschiedet.
Auf Bitte des Bundes der „Vereine ehem. 15er“ verfasst er 1931 deren Regimentsgeschichte für den Zeitraum des Ersten Weltkriegs.

### Auszeichnungen
- Roter Adlerorden IV. Klasse[11]
- Ritter des Greifenordens[11][12]
- Eisernes-Kreuz (1914) II. und I. Klasse[13]
- Ritterkreuz des Königlichen Hausordens von Hohenzollern mit Schwertern[13]
- Hessische Tapferkeitsmedaille[13]
- Hanseatenkreuz Hamburg[13]
- Kreuz für treue Dienste[13]
- Orden der Eisernen Krone III. Klasse mit Kriegsdekoration[13]
- Österreichisches Militärverdienstkreuz III. Klasse mit Kriegsdekoration[13]

## Schriften
- Infanterie-Regiment Prinz Friedrich der Niederlande (2. Westfälisches) Nr. 15 im Weltkrieg 1914–18. Minden 1931.